# 최해청
최해청(崔海淸, 1905년 ∼ 1977년)은 한국의 교육자이다. 호는 야청(也靑). 청구대학의 설립자이다.